# Hasadt pöfeteg
A hasadt pöfeteg (Mycenastrum corium) a csiperkefélék családba tartozó, világszerte elterjedt, réteken, legelőkön élő, fiatalon ehető gombafaj. Nemzetségének egyetlen faja. 

## Megjelenése
A hasadt pöfeteg termőteste 5-15 cm (ritkán 20 cm) átmérőjű, fiatalon többé-kevésbé gömb alakú, alján micéliumzsinórral. Kettős burok veszi körül. A külső vékony, törékeny, fehéres színű, a felülete gyakran felrepedezik, pikkelyesedik, majd táblásan leválik. A belső burok 2 mm vastag, merev és kemény; felülete fénylő, szürkés-barnás, esetleg lilás árnyalattal. A spórák érése után szabálytalanul, karéjosan felhasadozik és a belső porszerű, sötét spóratömeg kiszabadul és a szél szertehordja. 
Húsa fiatalon fehér, sajtszerű; az érés során sárgászölddé, majd sötét olajbarnává és porszerűvé változik. Szaga fiatalon is átható, később kellemetlenül erős.
Spórapora sötétbarna. Spórája nagyjából kerek, tüskés felületű, amik majdnem hálózatosan összekötöttek; mérete 8-10,5 µm.

### Hasonló fajok
Az óriás pöfeteg hasonlíthat hozzá.   

## Elterjedése és termőhelye
Az Antarktisz kivételével valamennyi kontinensen megtalálható. Magyarországon nem ritka. 
Tápanyagban gazdag talajú réteken, legelőkön nő magányosan, kisebb csoportokban vagy akár boszorkánykörben. A föld alatt is nőhet, ilyenkor felülete sötétbarna. Májustól októberig terem.  
Fiatalon ehető, bár a szaga kellemetlen lehet.   

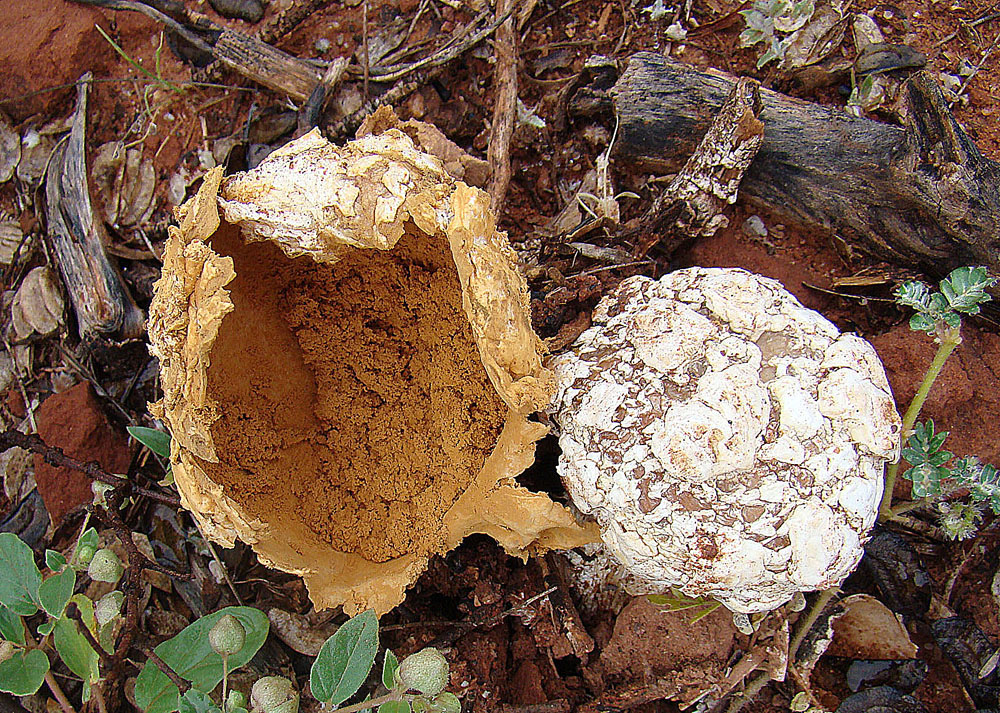
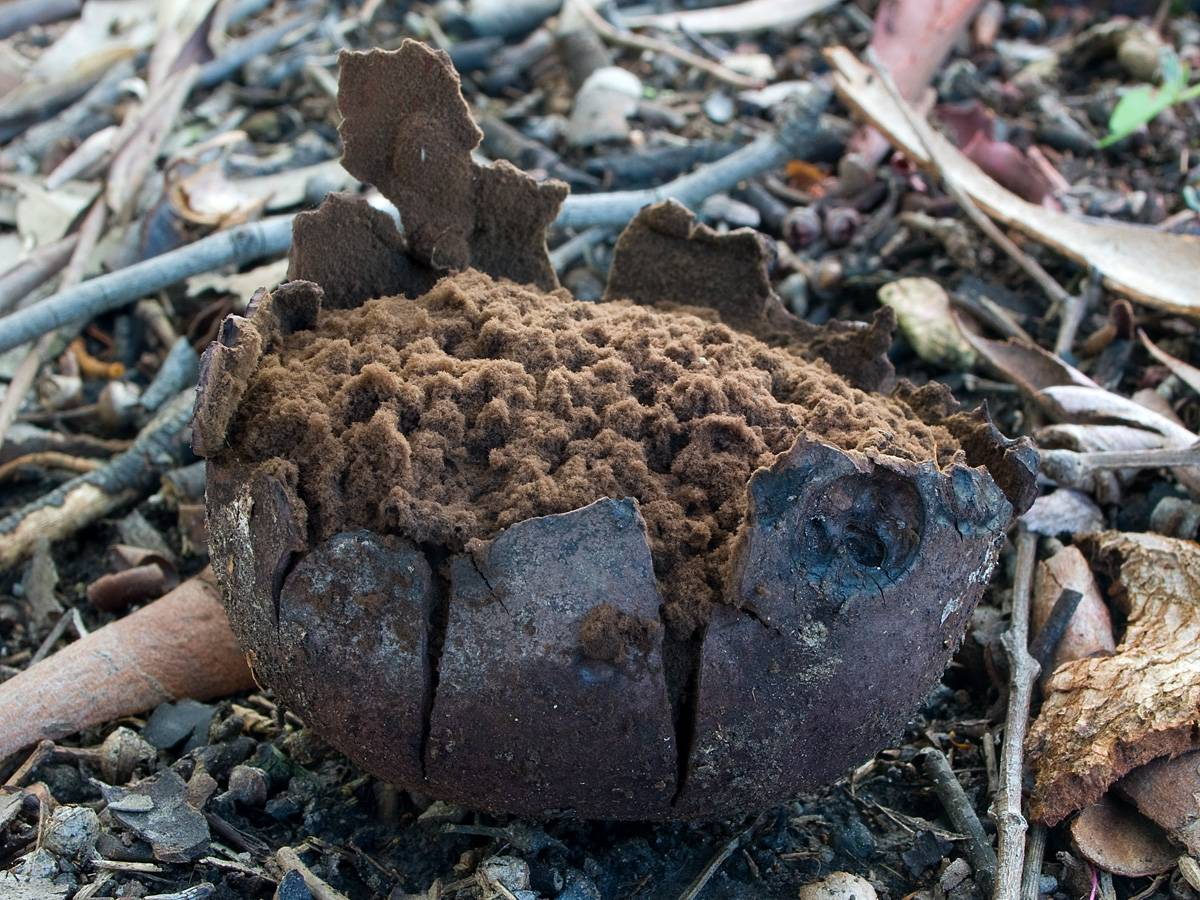
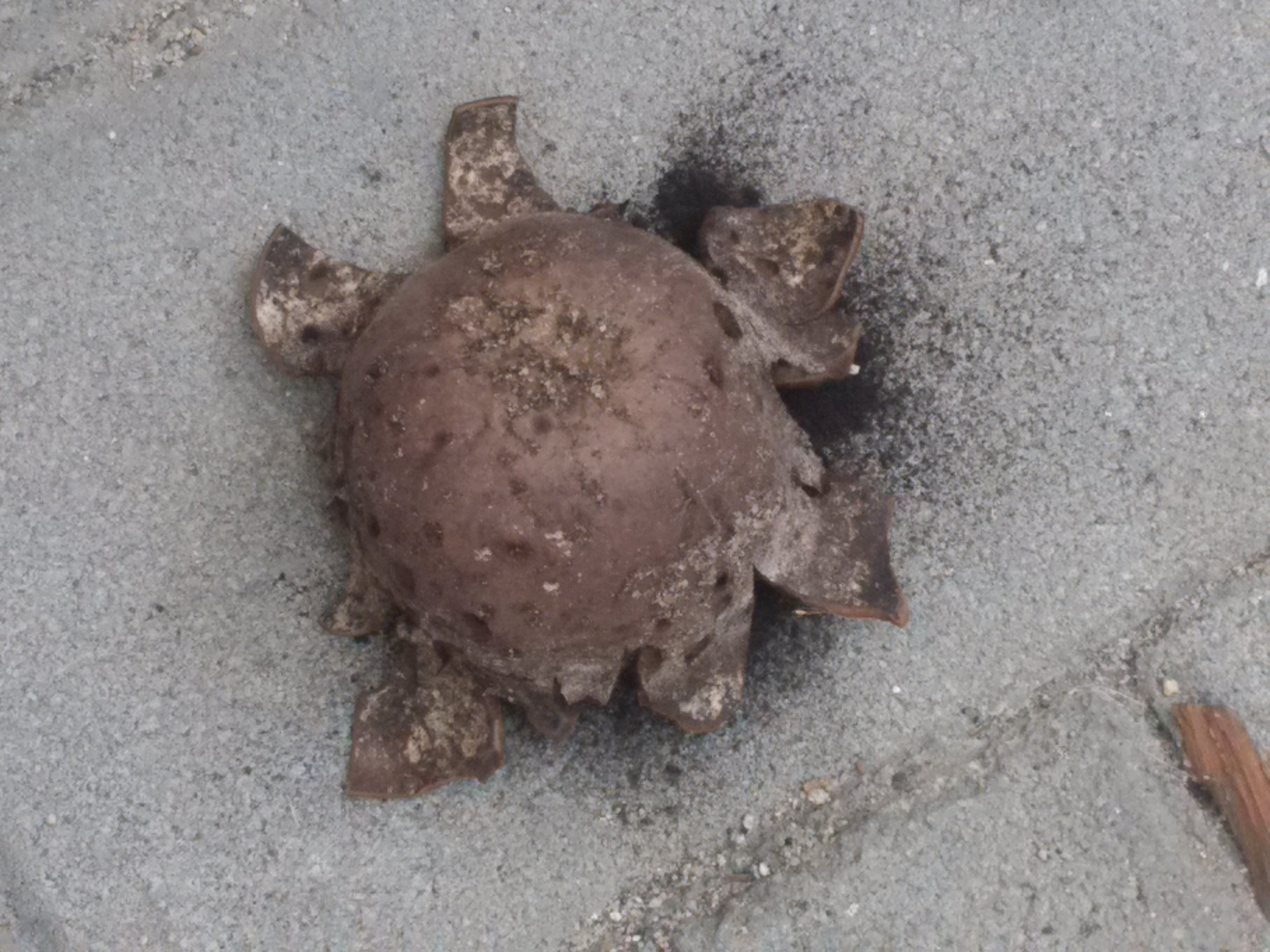
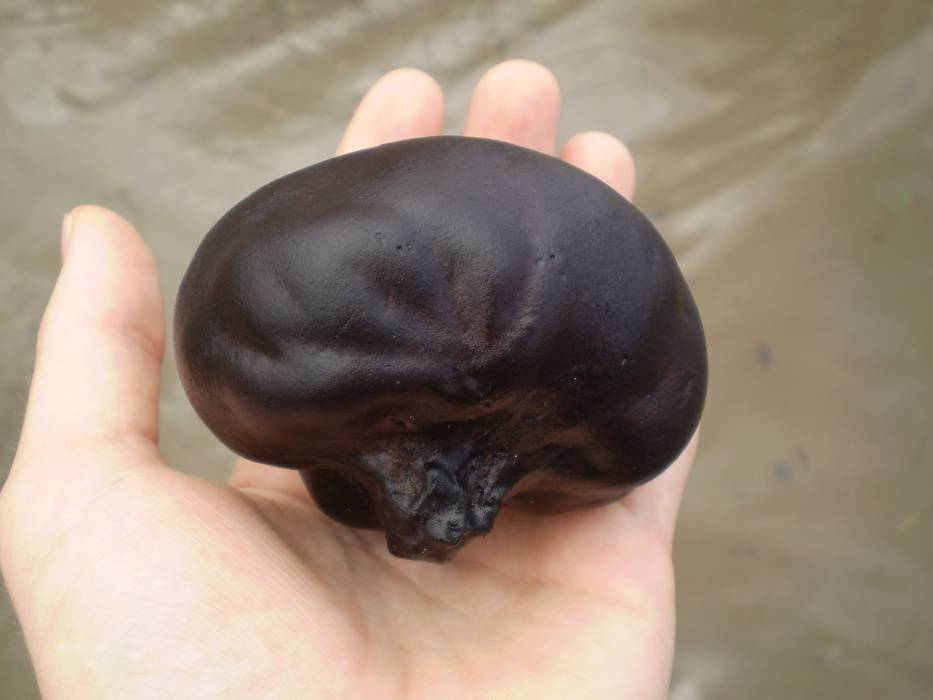